# Dasychira brunnescens
Dasychira brunnescens is een vlinder uit de familie spinneruilen (Erebidae), onderfamilie donsvlinders (Lymantriinae). De wetenschappelijke naam van deze soort is voor het eerst geldig gepubliceerd in 1934 door Bryk.
De soort komt voor in tropisch Afrika.